# Réunion des étudiants
La Réunion des étudiants est un foyer catholique situé au 104 rue de Vaugirard, à Paris, de 1895 à 1981. Il abrite alors les débats du Cercle Montalembert. En 1984, il est remplacé par le Forum 104, un centre culturel qui accueille des activités associatives, notamment interreligieuses.

## Histoire

### Cercle Montalembert
En 1863, la congrégation de la Société de Marie (maristes) érige la chapelle Notre-Dame-des-Anges rue de Vaugirard. Le Père Peillaube y fonde en 1895 un cercle de jeunes gens, le Cercle Montalembert, en référence à Charles de Montalembert, homme politique français, théoricien du catholicisme libéral. Les Pères maristes souhaitent offrir à leurs élèves de province venus étudier à Paris une formation religieuse et humaine de niveau adéquat avec leurs futures carrières. On peut y développer ses connaissances théologiques et philosophiques ainsi que l'art du débat.
Très vite, ce cercle devint une institution d'élite au réel prestige. François Mauriac en 1908, Jean Guitton plus tard, en sont présidents. Un mensuel devenu trimestriel, la Revue Montalembert, est publiée de 1908 à 1948,. De 1950 à 1962, la revue porte comme sous-titre Autour du 104 puis 104 Passage,.

### Foyer étudiant
En 1898, le Père Alphonse Plazenet, décide d'organiser l'hébergement des étudiants. Le 104 devient un foyer et s'équipe de chambres, d'une bibliothèque, d'une salle à manger, et de salles de loisirs. Durant une bonne partie du XXe siècle, le 104 est un vivier d'initiatives : naissance du scoutisme catholique parisien, équipes sociales de Robert Garric, ébauche de l'association personnaliste La Vie nouvelle. Après la Libération, y est relancé le pèlerinage étudiant de Chartres, et lancé le journal étudiant La Voix Universitaire.
Trois fêtes ponctuaient la vie du 104 : l'Ouverture en novembre, la Saint-Paul le 30 janvier et la Clôture, fin juin. Les futures personnalités hébergées sont nombreuses dans la maison : de François Mitterrand à Hubert Landais, directeur des Musées de France, de Jean-Marie Colombani, rédacteur en chef du journal Le Monde à  François Dalle, président-directeur général de L'Oréal, et bien d'autres comme Édouard Balladur, André Bettencourt, Max Guazzini, François Dalle. L'accès au 104 était soumis à une sévère sélection. François Mitterrand qualifia sa chambre au 104 de « petite [...], laide, étroite, mal foutue ».
Patrick O'Reilly  est aumônier du foyer de 1930 à 1975. En 1945, Angelo Roncalli, futur Pape Jean XXIII, alors nonce à Paris, préside les 50 ans de la Réunion des Étudiants.

### Forum 104
En 1984, le Foyer et la Réunion des étudiants ferment. Le bâtiment devient un Centre culturel, constitué en association laïque loi 1901, pour accueillir des activités associatives. En 2014, les Pères Maristes transmettent le Forum 104 aux Augustins de l'Assomption (assomptionnistes),,.
Elle abrite les rencontres de nombreuses associations, notamment Écritures & Spiritualités, Coexister (dont c'est le siège jusqu'en 2016), les Amis de La Vie, le Groupe d'amitié islamo-chrétienne (GAIC)...